# Tarzán

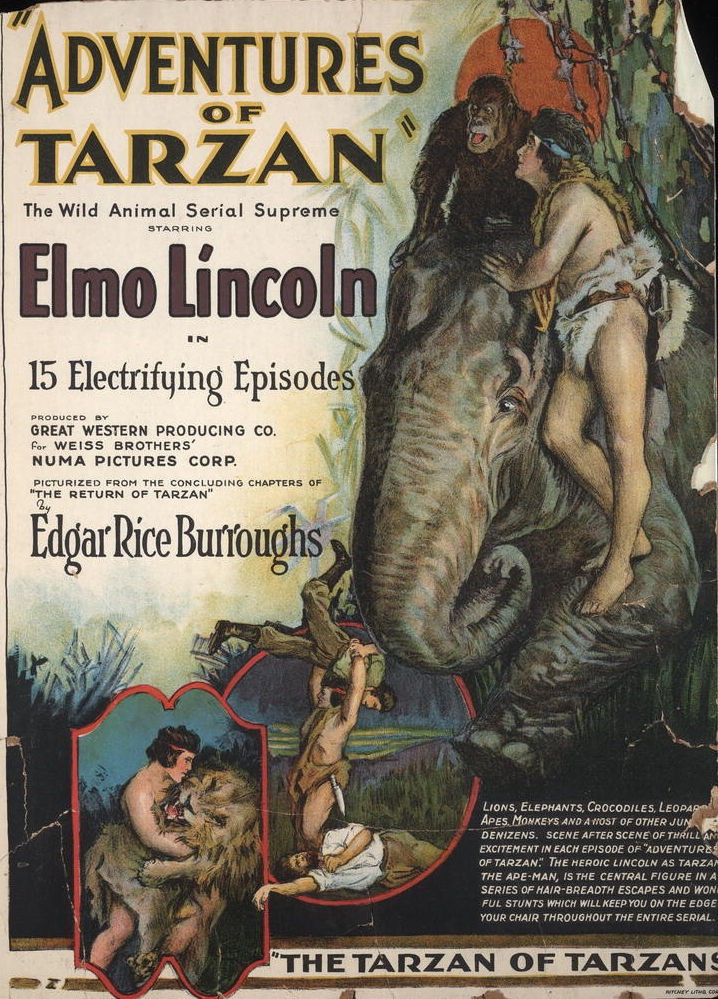
Las aventuras de Tarzán.

Tarzán (en inglés: Tarzan) es un personaje ficticio creado por Edgar Rice Burroughs. Su primera aparición fue en la revista pulp All Story Magazine en octubre de 1912, adaptado posteriormente como novela (Tarzán de los monos) y a la que sucedieron veintitrés secuelas, además de haber sido adaptado numerosas veces, especialmente en cine y televisión.

## Historia de Tarzán
John Clayton II, Lord Greystoke, es el único hijo de una pareja de aristócratas británicos abandonados en la selva africana a finales del siglo XIX tras el motín del barco en el que viajaban. Después de la muerte de sus padres, John es adoptado por una manada de simios parecidos a los gorilas, los «mangani», estos le llaman «Tarzán», que en maganí significa «piel blanca». Tarzán adquirió grandes habilidades físicas, podía saltar desde los árboles, columpiarse por las lianas y era capaz de enfrentarse a cualquier animal salvaje para defender a su familia; asimismo, también heredó un gran nivel de habilidad mental.
Solamente vuelve a contactar con seres humanos cuando ya es adulto. En este período, aprende a hablar francés e inglés y visita el mundo civilizado, pero lo rechaza para volver a la jungla. En historias posteriores se cuentan otras aventuras que lleva a cabo, varias veces descubriendo civilizaciones perdidas.
Los argumentos son a veces repetitivos, incidiendo en la naturaleza heroica e invencible del protagonista, y con una construcción estilística similar.
Por su propia naturaleza, el argumento y la imaginería de Tarzán cuentan con una cierta tendencia a la transgresión, desde el punto de vista de ser un aristócrata británico que prefiere vivir como un salvaje. Dicha cercanía con la transgresión volvió a surgir con el personaje de Jane, mujer también blanca con la que convive inicialmente y contrae matrimonio después. Curiosamente, o quizá no tanto, es más transgresor el relato escrito que su aparición posterior en el campo de la imagen.
Así por ejemplo, en la serie de novelas, Jane y Tarzán tienen un hijo, Korak el Matador, en cambio en la pantalla no tienen hijos, Boy sería un hijo adoptado. El hijo como heredero de las características del padre, pero sin llegar a su nivel, es típico de la literatura del autor, como se puede ver igualmente en su serie marciana.
El personaje en el campo de la imagen tiene la posibilidad de traspasar las costumbres existentes hasta el momento: aparece con la primera indumentaria de dos piezas y sin ropa interior bajo ella, lucida por Maureen O'Sullivan en Tarzán de los monos, la cual fue sustituida en la tercera cinta, La fuga de Tarzán, por un traje más largo y de una sola pieza, en aplicación del código Hays. Más adelante Jane aparecería en topless en la película Tarzán, el hombre mono, interpretada por Bo Derek en 1981.

## Interpretaciones
Herner de Larrea (1974) recopiló dos líneas de pensamiento sobre la ideología existente tras el personaje.

### Actualización de un mito universal
Una interpretación mantiene que Tarzán es la encarnación moderna de la antigua tradición literaria del «héroe criado por animales». Otros ejemplos son Rómulo y Remo de Virgilio (2007), los legendarios hermanos fundadores de Roma que fueron amamantados por una loba, y Mowgli de El libro de la selva, escrito por Rudyard Kipling (1894) también sobre un niño criado por lobos que adquiere la capacidad de comunicarse con algunos animales.
La historia de Tarzán tiene reminiscencias con el conocido como Mito del buen salvaje, ya esbozado por Tácito en su libro sobre los pueblos de Germania. Según este mito, las personas que viven aisladas y en la naturaleza no se ven contaminadas por la civilización; así el muchacho puede desarrollar todos sus cualidades físicas gracias a vivir en dicho entorno, algo que un mundo civilizado impediría. También está basada en ideas no científicas, más recientes que la obra de Virgilio, sobre la evolución y el darwinismo social, exploradas en la literatura popular de ese período por autores tales como Jack London y Robert E. Howard.

### Un personaje delsigloXIX
Por otro lado, existe el punto de vista según el cual la obra de Burroughs es propia de su tiempo, con una visión colonialista de África, su fauna e incluso su gente. En las distintas novelas, y después otros géneros, se ve como un hombre blanco, no solo se adapta perfectamente a un hábitat que no es el suyo, sino que llega a dominarlo por completo y ser su rey de forma «natural», pese a la ventaja de la raza negra en algunas actividades físicas. Esta idea de los blancos como seres destinados a reinar sobre los demás estaba plenamente vigente antes, durante y después del siglo XIX. Una visión parecida seguiría el artista belga Herge cuando dibujó a Tintín en 1930, quien es llevado en olor de multitudes por el Congo y caza sin cesar; es necesario reseñar que incluso el propio autor se disculpó por dicho relato, especialmente ante la crueldad mostrada con los animales a los que mata incluso con explosivos. Posteriormente Lee Falk y Ray Moore crearon en 1936 a The Phantom, quien comparte con Tarzán algunas cualidades físicas y también el ser monarca de los nativos con los que viven las distintas generaciones.
Pese a la visión del héroe belga, según la cual África era un territorio inagotable al servicio del hombre blanco, el incipiente pensamiento decimonónico protector de la Naturaleza sí aflora progresivamente. Tarzán muestra estos tintes al estar en contra de la matanza indiscriminada de fieras y cazarlas en lucha cuerpo a cuerpo, no con trampas u otros medios. Esta fue una idea llevada por los europeos al Continente Negro, la de matar a los animales de la manera más rápida e indolora posible, siguiendo un incipiente pensamiento ecologista.

## Tarzán en otros medios
El Rey de los monos ha sido llevado prácticamente a todos los medios existentes.

### Cine

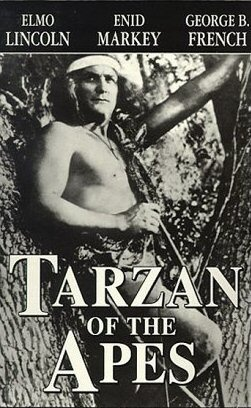
Elmo Lincoln, como el primer Tarzán cinematográfico.

La Internet Movie Database lista ochenta y nueve películas sobre Tarzán desde 1918 hasta el 2010. La primera de estas fue una cinta muda adaptada, de la novela original al poco tiempo de aparecer el personaje, titulada Tarzán de los monos e interpretada por Elmo Lincoln y Gordon Griffith en los papeles del rey de los monos adulto y niño respectivamente.
Con la introducción del sonido en la industria del cine, Tarzán llegó a ser una próspera franquicia entre 1930 y 1960. El exnadador olímpico Johnny Weissmüller fue durante doce adaptaciones el protagonista de esta franquicia, iniciada en 1932 con la producción Tarzán el hombre mono, apareciendo el, desde aquel momento, inconfundible grito. Weissmüller y sus sucesores inmediatos en el papel hicieron una representación de un Tarzán buen salvaje y mal hablado en marcado contraste con el aristócrata culto de las novelas de Burroughs. Solo en 1959, con la cinta La más grande aventura de Tarzán, protagonizada por Gordon Scott, el personaje vuelve a ser el refinado hablante inglés.
En la pantalla grande Tarzán ha sido interpretado por los siguientes actores:
- Los más famosos: Johnny Weissmüller, Lex Barker, Gordon Scott.
- Elmo Lincoln, 1918 (cine mudo)
- Johnny Weissmüller, 1932, 1934, 1936, 1939, 1941, 1942, 1943, 1943, 1945, 1946, 1947, 1948
- Buster Crabbe, 1933
- Bruce Bennett, 1935, 1938
- Glen Morris, 1938
- Lex Barker, 1949, 1950, 1951, 1952, 1953
- Peng Fei, 1940
- Tamar Balci, 1952
- Clint Walker, 1954
- Gordon Scott, 1955, 1957, 1958, 1958, 1959, 1960
- Denny Miller, 1959
- Jock Mahoney, 1962, 1963
- Ron Ely, 1966, 1967, 1968, 1970
- Mike Henry, 1966, 1967, 1968
- Steve Hawkes, 1969, 1972
- David Carpenter, 1973
- Miles O'Keeffe, 1981
- Christopher Lambert, 1984
- Casper Van Dien 1998
- Tony Goldwyn, 1999 (como voz en la película animada)
- Alex D. Linz, 1999 (como voz en la película animada)
- Kellan Lutz, 2013 (como voz en la película animada)
- Alexander Skarsgård, 2016

### Historieta

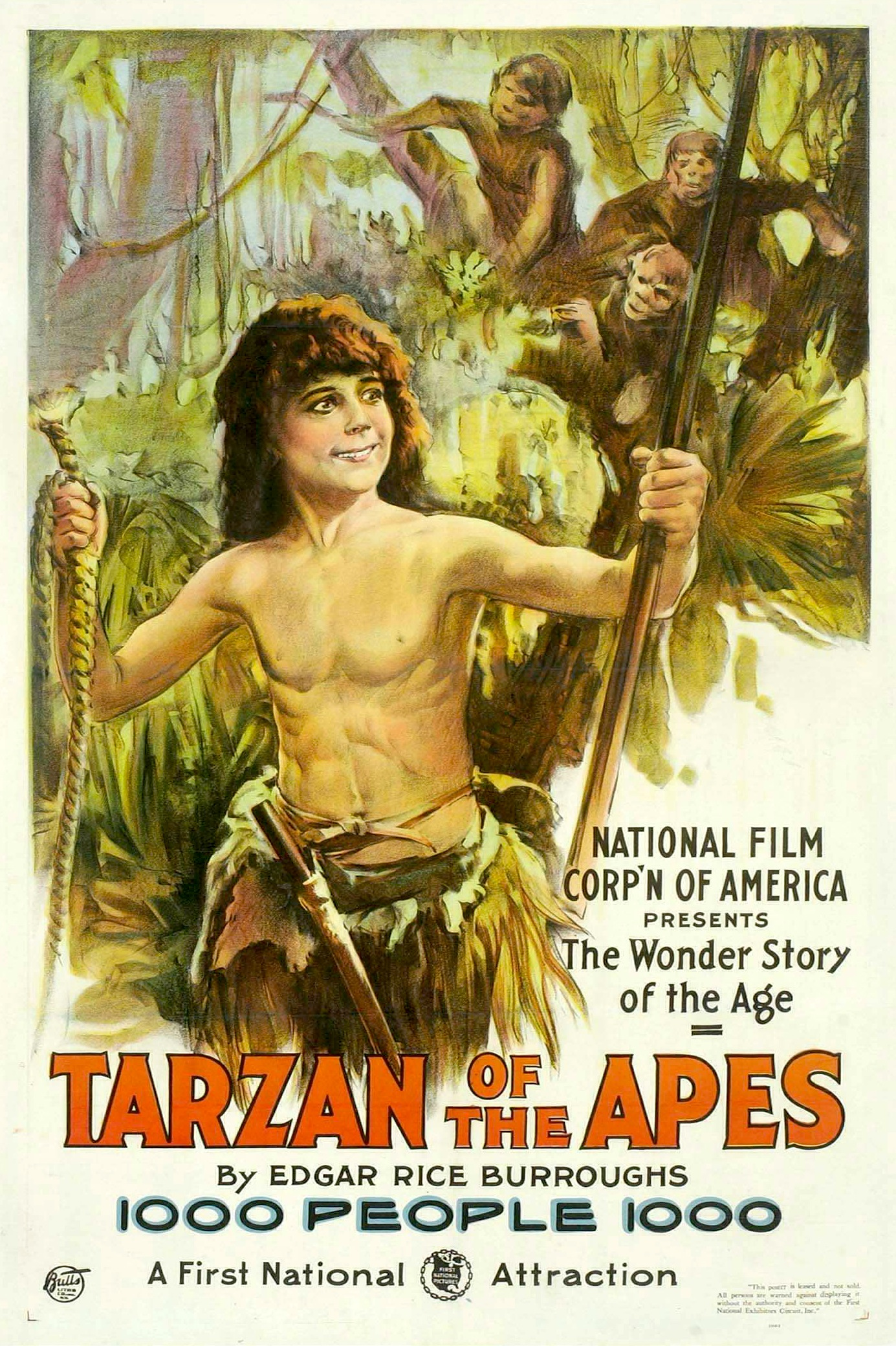
Tarzán de los monos.

La historieta Tarzán de los Monos, dibujada por Harold Foster para United Feature Syndicate, empezó a publicarse en varios diarios norteamericanos el 7 de enero de 1929. La historieta, adaptación de la primera novela de Burroughs, se completó el 16 de marzo del mismo año, y Foster rechazó el encargo de adaptar la segunda novela. La tira dominical a página completa comenzó a publicarse el 15 de marzo de 1931 con dibujos de Rex Maxon.
En 1936 llegó la gran oportunidad de Burne Hogarth, cuyo trabajo en la serie introdujo una agitación y dinamismo barroco que era inédito en el resto de historietas de la época. Hogarth se encargó de la página dominical de Tarzán durante un total de doce años, de 1937 a 1945, y de 1947 a 1950.
En 1972, Burne Hogarth regresó al cómic y al personaje que le había dado celebridad con Tarzán de los monos, un libro de tapa dura de gran formato publicado por Watson Guptill en once idiomas, que se considera una de las primeras novelas gráficas. Le siguió, cuatro años más tarde, Jungle Tales of Tarzan (1976), integrando técnicas que no se habían intentado antes como imaginería espacial oculta o negativa con temas de color inspirados en Goethe, para lograr una descripción visual armoniosa.

### Radio
En Estados Unidos, Tarzán fue el héroe de dos populares programas: el primero entre 1932 y 1936 con James Pierce en el papel principal; el segundo entre 1951 y 1953 con Lamont Johnson en el mismo personaje.
En Argentina, a comienzos de la década de 1950, Radio Splendid emitió una serie llamada Las aventuras de Tarzán, con César Llanos como estrella máxima, secundado por Mabel Landó y Oscar Rovito.

### Televisión

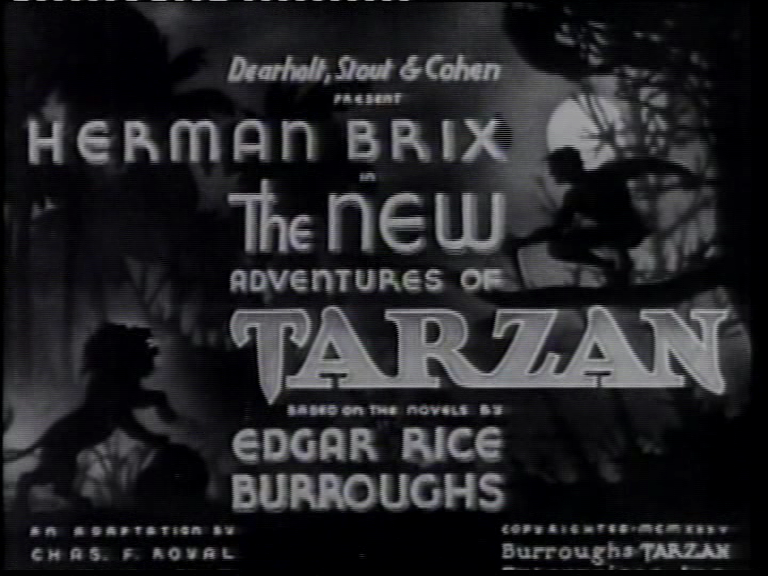
Las nuevas aventuras de Tarzán.

A lo largo de la segunda mitad del siglo XX, Tarzán ha conocido numerosas adaptaciones televisivas. La primera de ellas, consistente en tres episodios filmados en 1958 y protagonizados por el actor Gordon Scott, quien interpretó al personaje en varias películas, no logró llamar la atención de las cadenas de televisión estadounidenses y no llegó a ser emitida. Casi una década después, en 1966, una nueva serie llamada Tarzán apareció en los televisores estadounidense durante dos temporadas, con el actor Ron Ely en el papel de señor de la selva. En los años siguientes, el personaje fue adaptado para un público más joven, eligiéndose para ello la animación, con series como Tarzan, Lord of the Jungle (1976-1977), Batman/Tarzan Adventure Hour (1977–1978), Tarzan and the Super 7 (1978–1980), The Tarzan/Lone Ranger Adventure Hour (1980–1981) y The Tarzan/Lone Ranger/Zorro Adventure Hour (1981–1982). Tras una ausencia de varios años, el personaje volvió con una película hecha directamente para la televisión, Tarzan in Manhattan, protagonizada por el actor Joe Lara, quien volvería a interpretar al personaje en la serie Tarzan: The Epic Adventures durante una temporada en 1996. Entre la película y la serie protagonizadas por Lara, Wolf Larson protagonizó tres temporadas en la serie de 1991 llamada simplemente Tarzán.
A principios del siglo XXI, el personaje ha seguido apareciendo en la TV estadounidense y de otros países. Así, el éxito de la película de Disney dedicada al personaje engendró una serie de animación, The Legend of Tarzan (2001-2003), centrada en un público mayormente infantil. Por el contrario, la serie Tarzan protagonizada por Travis Fimmel en 2003 intentaba adaptar el personaje a los nuevos tiempos, con una Jane más independiente que trabajaba como agente de policía y una serie de aventuras centradas en Nueva York.
Además de estas series, las películas de Tarzán han sido repuestas de forma regular no solo por la televisión estadounidense, sino por las cadenas de otros muchos países, ayudando a aumentar la popularidad del personaje.

## Imitadores y parodias
La gran popularidad de Tarzán en tiras de prensa y cómics provocó que muchos autores imitasen al personaje creando varios héroes y heroínas de la selva con desigual éxito. Uno de sus imitadores con menos suerte fue Ka-Zar, cuyas aventuras fueron escritas por Bob Byrd y publicadas en 1939 en la revista pulp homónima, publicada por una de las editoriales de Martin Goodman, más conocido por ser el fundador de Timely Comics (que posteriormente se llamaría Marvel Comics); Ka-Zar se convertiría poco después en un personaje de cómic y sería reinventado e incorporado al Universo Marvel en los años 60. Por el contrario, Ki-Gor, un personaje aparecido en la revista pulp Jungle Stories, protagonizaría cincuenta y nueve aventuras entre 1938 y 1954. En 1937 Will Eisner y Jerry Iger crearon a Sheena, Reina de la Selva, la más célebre y exitosa "chica de la selva".
Han existido también diversas parodias del personaje, en diferentes formatos como pueden ser las tiras cómicas impresas, las series de animación televisadas o las películas. Entre ellas podemos destacar:
- el dibujo animado de 1967, George of the Jungle, creada por Jay Ward,
- la película de 1997 George of the Jungle inspirada en la serie de dibujos anterior,
- la película de 2003 George of the Jungle 2 secuela de la anterior,
- la serie de dibujos animados George de la jungla, lanzada en 2008.

El Magazine, suplemento publicado dominicalmente por El Mundo, indicaba en 2012 que la figura de Tarzán si se publicase por primera vez ahora probablemente sería un personaje femenino, colocando en portada una foto de Pilar Rubio con un bikini no de leopardo, típico de las tarzanas, sino más parecido al de Raquel Welch en Hace un millón de años. Siguiendo la tendencia explicada por el suplemento español varios personajes femeninos aparecieron desarrollando roles similares al del Rey de los Monos. Uno de estos personajes, en el género pornográfico, es Jungle Babe, reinterpretada por Mr. X. En este caso la reina oficiosa de los monos es lesbiana, defensora de la Naturaleza y con la capacidad para comunicarse con algunos seres vivos de la selva. Como elemento más moderno incorpora la lucha contra el tráfico de seres humanos, algo poco reflejado en las distintas obras de Burroughs y continuadores.
Pero también el personaje ha llegado a imitar o parodiar a otros iconos del cine. Sería el caso de James Bond. En la cinta Tarzán 66 o Tarzan and the Valley of Gold vemos a un rey de los monos que viaja con traje y corbata en avión hasta México, con el fin de ayudar a un pueblo indígena y su patrimonio cultural, empleando armas automáticas contra helicópteros y carros de combate.